# Прапор Кам'янки-Бузької
Пра́пор Кам'янки-Бузької — офіційний символ міста Кам'янка-Бузька Львівської області. Затверджено рішенням міської ради від 30 вересня 1991 року.
Автор — Андрій Гречило.

## Опис
Квадратне полотнище, на синьому тлі три червоні геральдичні камені у жовтих оправах, два над одним, із трьох сторін (окрім древкової) прапор обрамляють лиштви з жовтих і синіх трикутників (ширина лиштви рівна 1/10 сторони прапора).

## Зміст
Зображення трьох каменів уживалося на гербі Кам’янки-Струмилової ще з ХVІ ст. За іншим тлумаченням три елементи є деталями від млинового колеса. Синій колір уособлює річку Західний Буг, від якої місто має другу частину своєї назви.